# Ахтар, Ризван
Ризван Ахтар (англ. Rizwan Akhtar; урду رضوان اختر‎; род. Пакистан) — пакистанский военный деятель, генерал-лейтенант. В ноябре 2014 года занял должность генерального директора межведомственной разведки.

## Военная карьера
В сентябре 1982 года Ризван Ахтар начал проходить службу в пакистанской армии в пограничных войсках. Затем командовал пехотной бригадой и пехотной дивизией в Федерально управляемых племенных территориях. В звании генерал-майора Ризван Ахтар командовал синдским подразделением пакистанских рейнджеров. Ахтар имеет большой опыт борьбы с повстанцами в приграничном с Афганистаном агентстве Южный Вазиристан.

## Научная деятельность
Ризван Ахтар является выпускником командно-штабного колледжа в Кветте, Национального университета обороны и Военного колледжа вооружённых сил США.